# فيلاوات
الفيلاوات (الاسم العلمي: Elephantinae) هي أسرة من الحيوانات تتبع الفصيلة الفيلة من رتبة الخرطوميات.

## قبائل الفيلاوات
- الفيلاوية
  - الفيل الأفريقي